# Convito di Assalonne (Mattia Preti)
Il Convito di Assalonne è un dipinto olio su tela (202×294 cm) di Mattia Preti databile tra il 1660 e il 1665 circa e conservato presso il Museo nazionale di Capodimonte a Napoli.

## Storia e descrizione
Il dipinto viene citato per la prima volta da Bernardo De Dominici nella collezione del duca di Sanseverino a Napoli, assieme ad altre opere di Mattia Preti, tra cui il Convito di Baldassarre (oggi a Capodimonte) e il David che suona l'arpa davanti a Saul (oggi a New York) quest'ultima ritenuta in tempi più recenti quella che faceva "coppia" con l'Assalonne.
Dopo il 1745 la tela è registrata nella raccolta della famiglia Colonna di Stigliano, verosimilmente quella derivante dalla collezione Vandeneynden confluita alla figlia del fiammingo Ferdinando, Giovanna, che prese in eredità dal padre anche palazzo Zevallos, intitolato al marito Colonna di Stigliano dopo il suo matrimonio del 1688. Nel 1906 il dipinto, che risulta quindi nei possedimenti della principessa Cecilia Colonna di Stigliano (nipote di Andrea Colonna di Stigliano, I principe di Stigliano, a sua volta nipote di Ferdinando Colonna di Stigliano, II principe di Sonnino, figlio di Giovanna Vandeneynden), fu acquistato, assieme al Convito di Baldassarre, dallo Stato italiano e esposto stabilmente nel Museo di Capodimonte.
Le scene da banchetto divennero particolarmente frequenti negli anni maturi del pittore calabrese, il quale, una volta ammirato, durante i suoi anni nella città partenopea, il Banchetto di Erode di Peter Paul Rubens già nelle napoletane collezioni Roomer e poi in Vandeneynden, ebbe diverse occasioni nelle quali poté cimentarsi in rappresentazioni di questo tipo, tra banchetti, feste, nozze e conviti. Le analogie con la Conversione di san Paolo della cappella di Francia presso la concattedrale di San Giovanni Battista a La Valletta, riconducono l'opera a una datazione lievemente più tarda rispetto al periodo napoletano del Preti, probabilmente ai primi anni maltesi.
La tela narra il racconto biblico dell'Antico Testamento (Samuele II. 13-14) nel quale Assalonne vendica lo stupro subito dalla sorella Tamar due anni prima. La vicenda si svolge dinanzi a un banchetto organizzato da Assalonne per festeggiare la tosatura delle pecore, per il cui evento invitò il re Davide e tutti i suoi figli. Visto il rifiuto del re, Assalonne chiese quindi di far venire almeno suo fratello Amnon, il colpevole della violenza sessuale arrecata a Tamar; così, una volta che Amnon fu ubriaco, Assalonne lo fece uccidere dai suoi servi per vendicare il disonore arrecato alla sorella.
La tela si riempie di personaggi che danno un senso concitato all'evento, quest'ultimo che si sviluppa entro architetture e loggiati che riempiono anche lo sfondo della rappresentazione. I particolari, come gli abiti, i vassoi, i piatti e le decorazioni degli archi in secondo piano, dimostrano quanto il Preti abbia compreso appieno lo stile veneziano. Lo storico Rolf Schott definì l'opera (nel 1910) come rappresentazione di «un assassinio alla napoletana in un banchetto alla Veronese».